# Allée des Justes-parmi-les-Nations (Strasbourg)
Pour les articles homonymes, voir Allée des Justes-parmi-les-Nations.
L’allée des Justes-parmi-les-Nations est une voie piétonne de Strasbourg, Bas-Rhin.

## Situation et accès
Elle est située le long du quai Kléber entre le square de l'ancienne Synagogue, la rue du Marais-Vert, la station de tramway « Ancienne-Synagogue-Les-Halles » et le parvis Kléber dans le quartier des Halles.

## Origine du nom
Elle est nommée en hommage aux Justes parmi les nations, qui ont sauvé des Juifs pendant la Seconde Guerre mondiale.

## Historique
L'allée des Justes-parmi-les-Nations est aménagée en juin 2012 à l’initiative de Pierre Lévy,  président de la délégation Alsace du Crif , à l’emplacement de l’ancienne Synagogue consistoriale de Strasbourg, construite en 1898, incendiée par les nazis en 1940, puis rasée en 1941. Elle vient compléter le mémorial installé en 1976 à cet emplacement.

## Lieux de mémoire

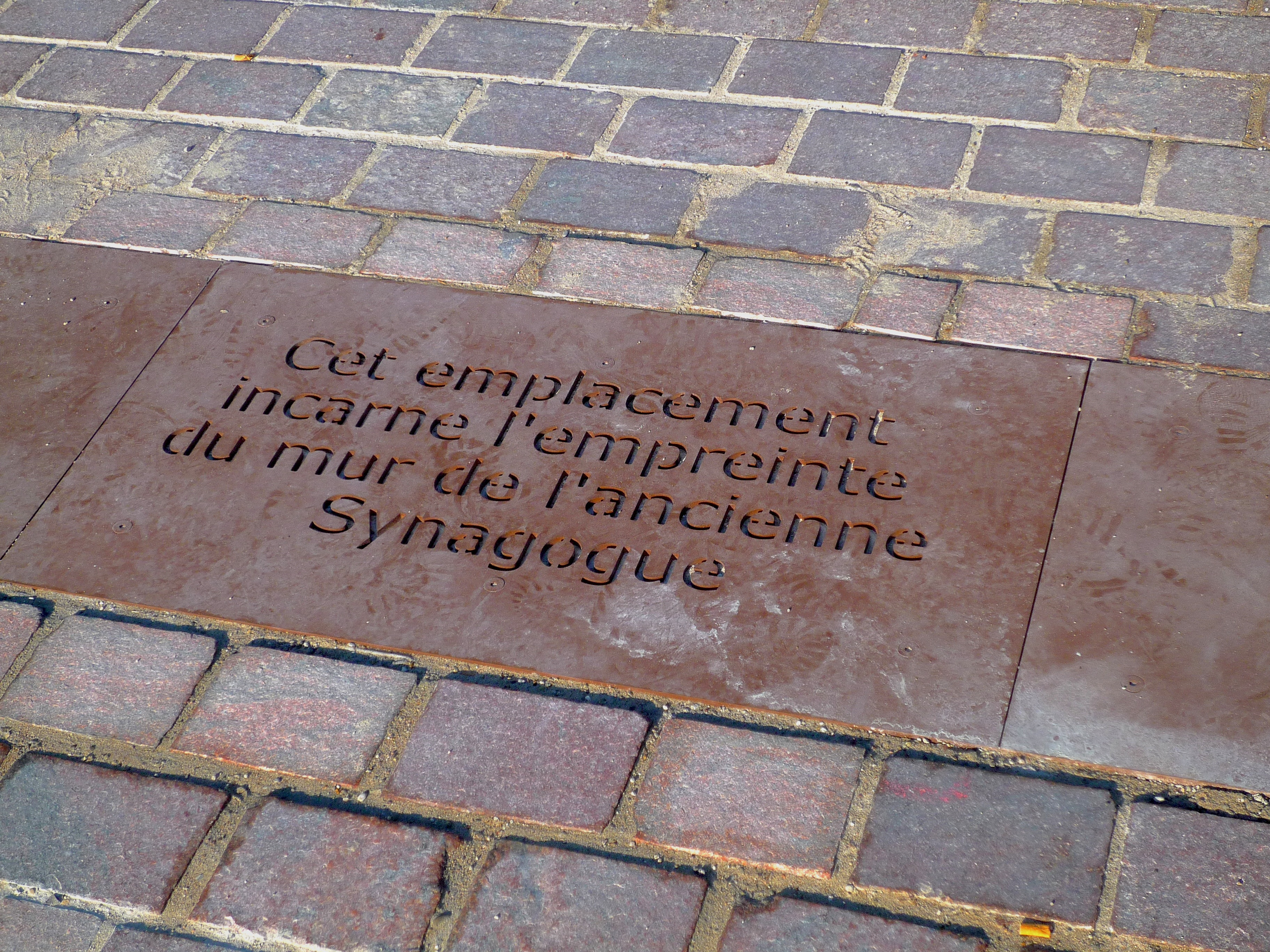
Le marquage au sol
rappelle l’emprise de l’ancienne synagogue.

Un mur de béton lisse orné de quatre photos anciennes, retraçant l’histoire du lieu et montrant des vues extérieures et intérieures de l’ancienne synagogue s’élève tout le long de cette allée.

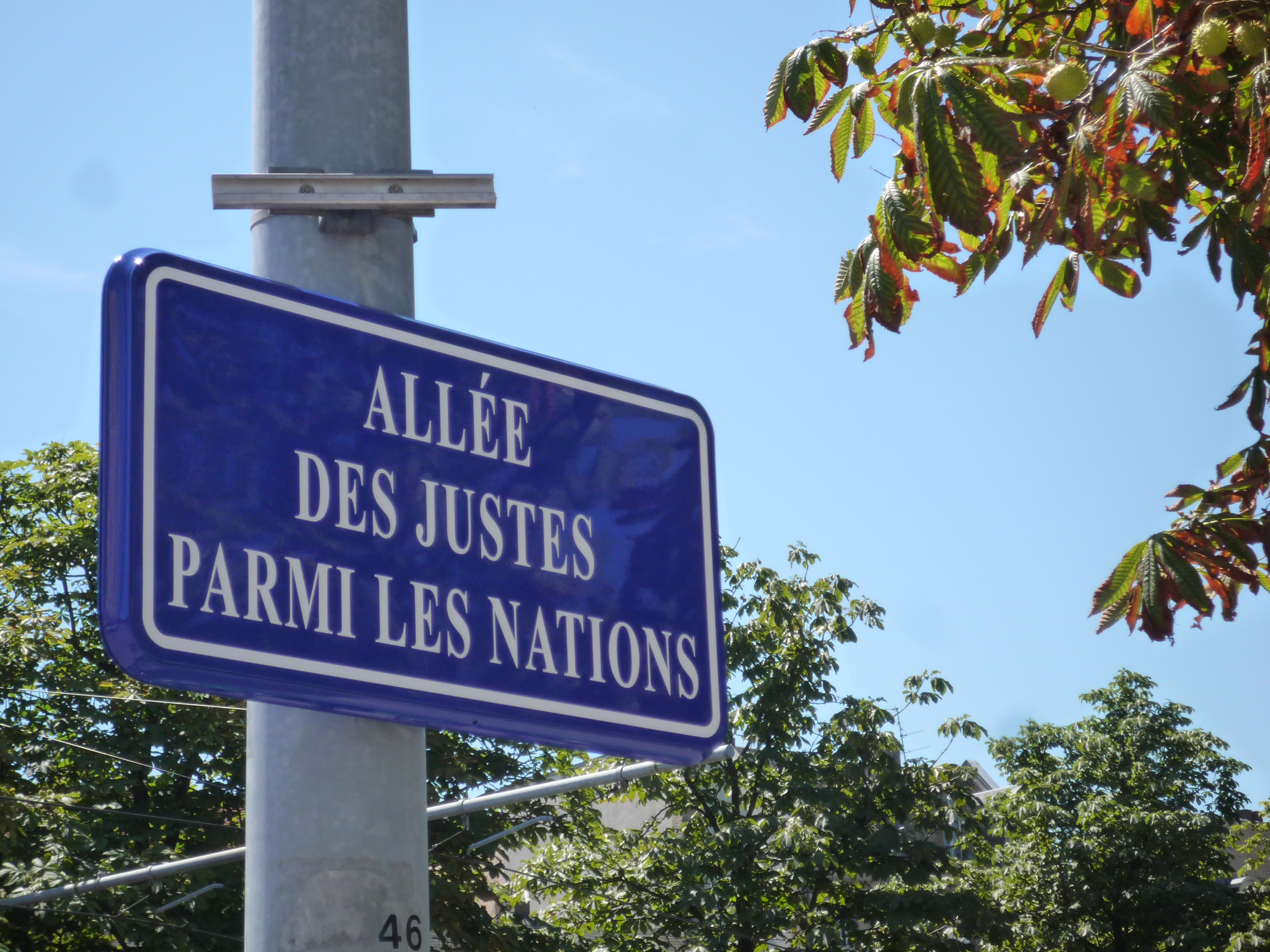
La plaque de l’allée des Justes-parmi-les-Nations.

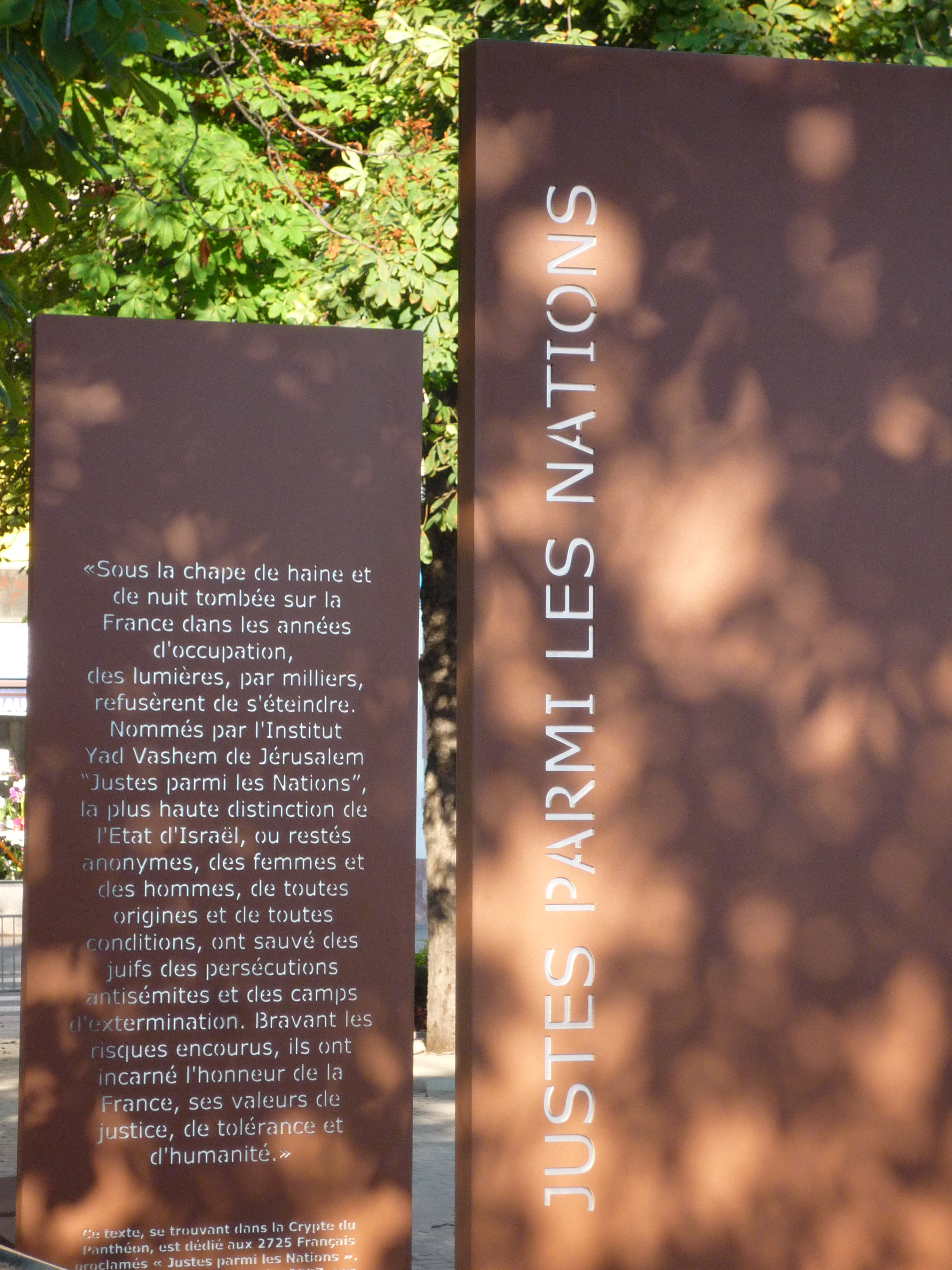
La porte des Justes.

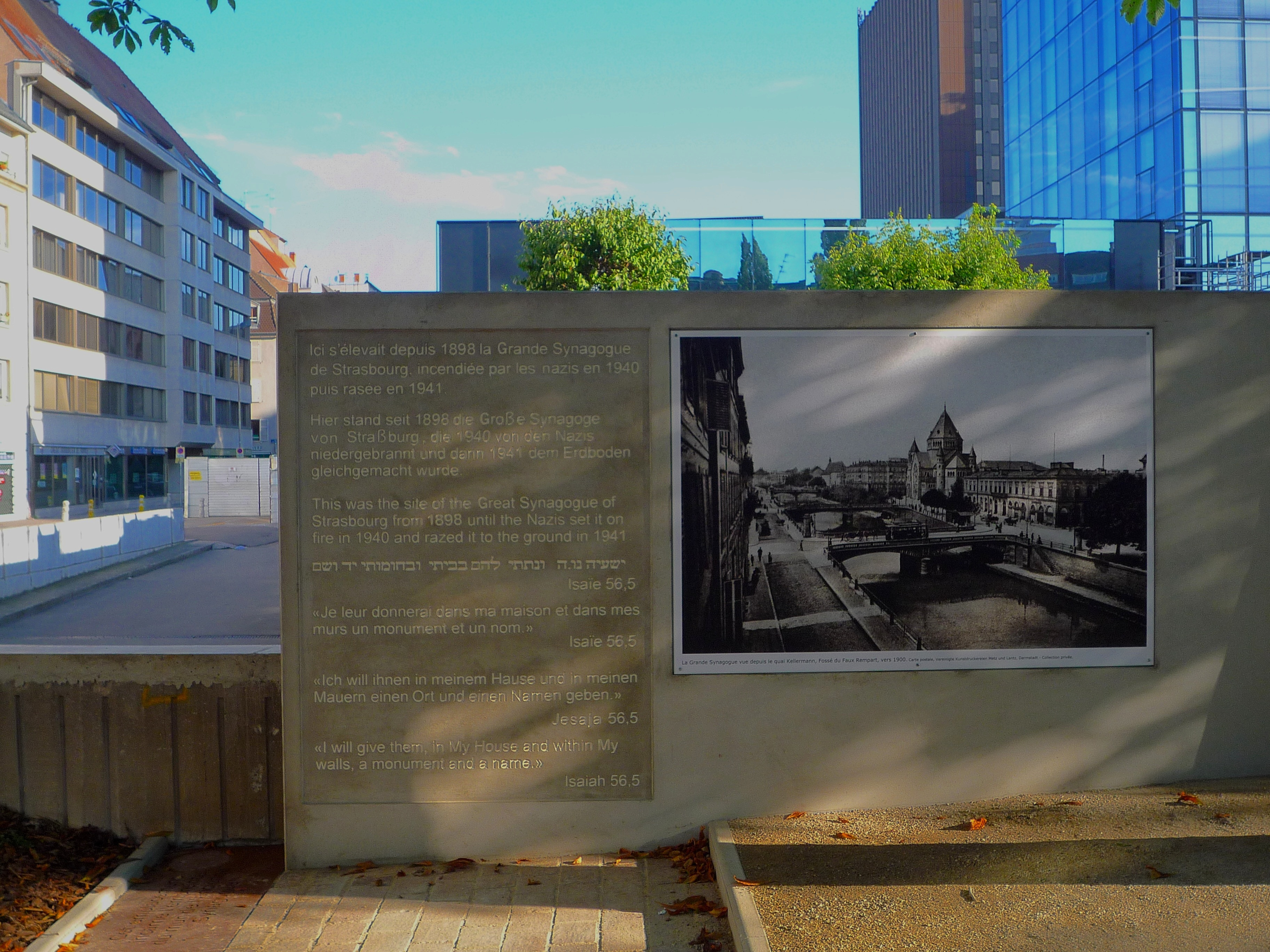
Vue partielle du monument.

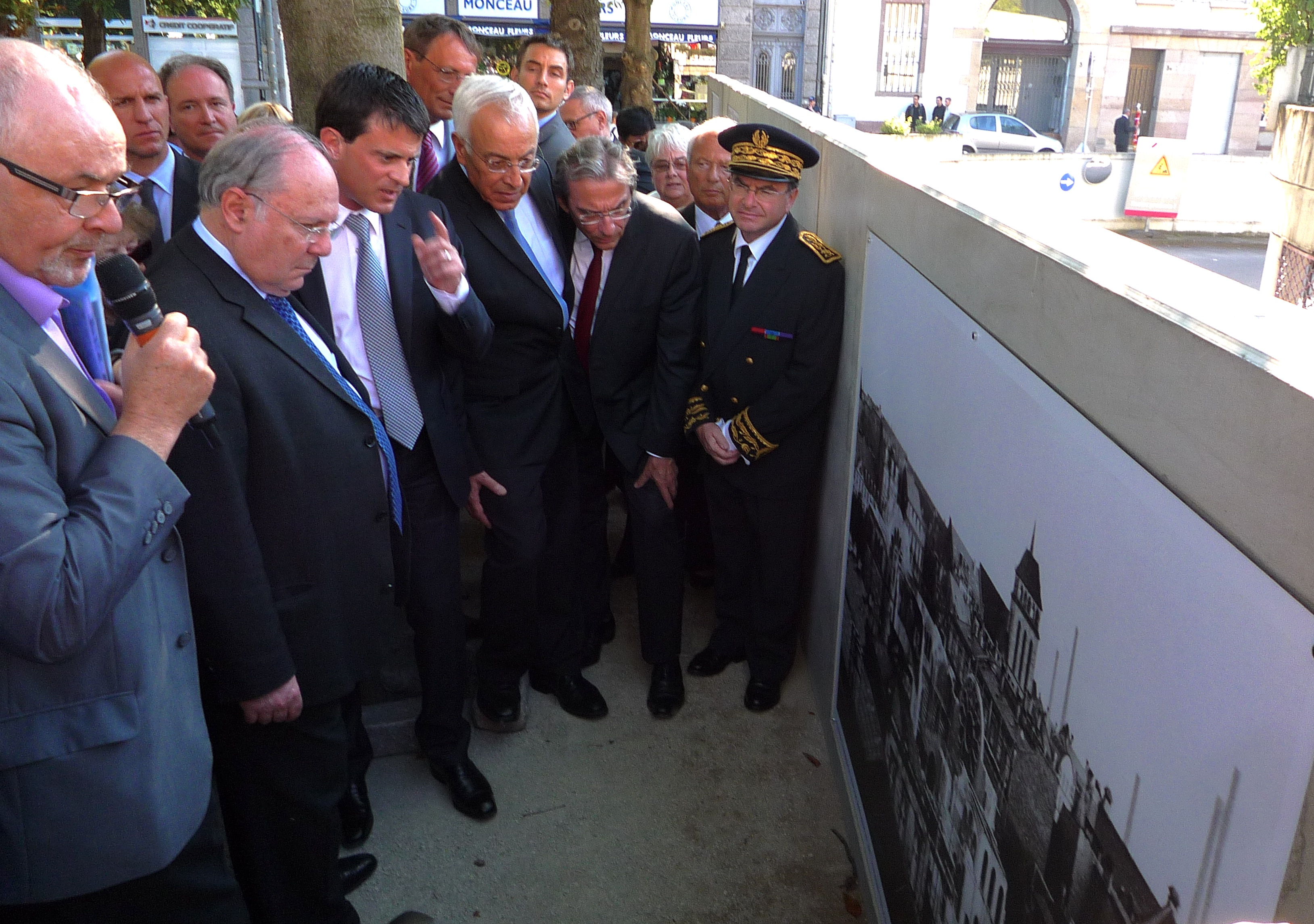
Strasbourg, 22 juillet 2012, inauguration de l’allée des Justes. De gauche à droite :
Jean Daltroff, historien ; Richard Prasquier, président du Crif ; Manuel Valls, ministre de l’intérieur ; Yossi Gal, ambassadeur d’Israël en France ; Roland Ries, sénateur maire de Strasbourg et Pierre-Étienne Bisch, préfet de la région Alsace.

Un premier panneau rappelle, en français, allemand et anglais qu’« Ici s’élevait, depuis 1898, la grande Synagogue de Strasbourg, incendiée par les nazis en 1940, puis rasée en 1941. »
ainsi qu’un verset de la Bible, extrait d’Isaïe 56,5 : « Je donnerai dans ma maison et dans mes murs une place et un nom. »
La « Porte des Justes », faite de deux stèles, marque l’ancien seuil de la synagogue, rappelant « la place du Juste, entre la foule et la communauté ». Deux textes sont gravés sur chaque stèle, « afin de redonner une forte identité au lieu ».
La première stèle reproduit le texte inscrit sur la plaque en hommage aux « Justes de France », installée dans la crypte du Panthéon à Paris en janvier 2007 : « Sous la chape de haine et de nuit tombée sur la France dans les années d’occupation, des lumières, par milliers, refusèrent de s'éteindre. Nommés [par l’Institut Yad Vashem de Jérusalem] « Justes parmi les Nations », [la plus haute distinction de l’État d’Israël], ou restés anonymes, des femmes et des hommes, de toutes origines et de toutes conditions, ont sauvé des juifs des persécutions antisémites et des camps d’extermination. Bravant les risques encourus, ils ont incarné l’honneur de la France, ses valeurs de justice, de tolérance et d'humanité. »
Sur la seconde stèle, est gravé un texte rédigé par le Grand Rabbin de Strasbourg et du Bas-Rhin, M. René Gutman, rappelant que « La Shoah a révélé que l’homme était capable des pires actes. Elle a aussi révélé qu’à côté des bourreaux, l’indifférence de la majorité des populations a contribué à faciliter ce crime contre un peuple en raison de ses origines. L’histoire des Justes parmi les Nations est donc essentielle. Elle rappelle qu’au cours de la catastrophe où un tiers de la population juive de France a disparu parmi six millions d’hommes, de femmes et d’enfants, une autre voie était possible. »
Des empreintes au sol matérialisent le tracé des murs du parvis de la synagogue détruite.
L’Allée des Justes de Strasbourg est officiellement inaugurée le 22 juillet 2012, à l’occasion de la Journée nationale à la mémoire des crimes racistes et antisémites de l’État français et du soixante dixième anniversaire de la Rafle du « Vel d’hiv » en présence – entre autres – de MM. Manuel Valls, ministre de l’Intérieur, Pierre-Étienne Bisch, préfet de la région Alsace, Roland Ries, sénateur maire de Strasbourg, Yossi Gal, ambassadeur d’Israël en France, René Gutman, grand-rabbin du Bas-Rhin et Richard Prasquier, président du Crif.
La ville de Strasbourg est membre du réseau « Villes et Villages des Justes de France ».

## Les «Justes» alsaciens
La majorité des femmes et les hommes honorés du titre de Juste par Yad Vashem ont effectué des sauvetages de Juifs en dehors d’Alsace, ayant été évacués en 1939 ou expulsés par l’occupant nazi lors de l’annexion de fait de l’Alsace et de la Moselle en 1940.